# Малгожата Госєвська
Малгожата Марія Госєвська (пол. Małgorzata Maria Gosiewska; нар. 22 липня 1966 року, Гданськ) — польська громадська діяча, політик. Член Сейму 5-го, 7-го, 8-го та 9-го скликань, з 2019 року — віцемаршалек 8-го та 9-го скликання Сейму.

## Біографія
Народилася 22 липня 1966 року у Гданську. Закінчила середню школу в Черську. У молодості Малгожата мріяла працювати на морі. Вона вирішила отримати відповідні навички у вітрильному спорті, а також сподівалася вступили до Гдинського морського університету. Ці плани залишилися нереалізованими, оскільки 1980-х роках у навігацію жінок не брали.
З 1990 по 1991 рік працювала старшим писарем у Національному комітеті НСЗЗ «Солідарність». У 1992—1993 роках Працювала в парламенті Ярослава Качинського. Також була експертом в кабінеті президента Польщі Леха Качинського. Малгожата Гошєвська була членом Мазовецької регіональної асамблеї.
У 2011 році Малгожата Гошєвська була обрана депутатом парламенту від Права і Справедливості. У 2011, 2015 та 2019 роках була переобрана до Сейму. Також обіймає посаду віцемаршалка Сейму.
У 2015 році група експертів на чолі з Гошєвською опублікувала звіт про гуманітарну ситуацію в зоні війни на Донбасі.

## Нагороди
- орден Честі (Грузія, 2011)[11]
- орден княгині Ольги ІІІ ступеня (Україна, 22 серпня 2020) — за вагомий особистий внесок у зміцнення міжнародного авторитету України, розвиток міждержавного співробітництва, плідну громадську діяльність[12];

## Особисте життя
Перша дружина Перемислава Гошєвського, має сина Ерика. Малгожата – не єдина Гошєвська у польській політиці. Беата, друга дружина Пшемислава, засідала в Сенаті. Ядвіга, його матір, також відома своєю громадською та політичною діяльністю.